# Dois Amigos, Um Século de Música
Dois Amigos, Um Século de Música, ou "Two Friends, a Century of Music", é uma turnê comemorativa de cinquenta anos de carreira dos cantores brasileiros Caetano Veloso e Gilberto Gil. O anúncio da turnê foi feito no dia 30 de março de 2015 por Gilberto Gil, em uma publicação em seu perfil no Facebook. Na imagem, os dois cantores aparecem sorrindo. Posteriormente, uma nova imagem com uma série de datas e locais anunciava a excursão por onze países europeus em dezoito datas. O cantor ainda anunciou que a turnê chegaria ao Brasil, já tendo três cidades pré-confirmadas: Salvador, São Paulo e Rio de Janeiro.

## Antecedentes
Em 19 de fevereiro de 2015, o jornal O Globo publicou uma nota informando que Gilberto Gil e Caetano Veloso voltariam a fazer uma turnê juntos no mês de julho. A série de apresentações faria parte das comemorações de cinquenta anos de carreira dos dois, porém somente a Europa estaria no roteiro. No mesmo dia, Gilberto Gil fez uma publicação no seu Facebook, anunciando que se juntaria à Caetano Veloso para uma turnê. A nota informava que as apresentações ocorreriam no exterior, com espetáculos já programados e que demais informações seriam divulgadas em breve. O Correio da Bahia publicou que os artistas cantariam grandes sucessos e mostrariam novidades, em apresentações imperdíveis. Sem datas previstas para o Brasil, a dupla foi criticada na internet. Porém, não houve uma resposta oficial sobre a questão, na época.

## Set list
1. "Back in Bahia"
2. "Coração Vagabundo"
3. "Tropicália"
4. "Marginália II"
5. "É Luxo Só"
6. "É de Manhã"
7. "Sampa"
8. "Terra"
9. "Nine Out of Ten"
10. "Odeio Você"
11. "Tonada de Luna Llena"
12. "Eu Vim da Bahia"
13. "Super Humem (A Canção)"
14. "Come Prima"
15. "Esotérico
16. "Tres Palabras"
17. "Drão"
18. "Se Eu Quiser Falar com Deus"
19. "Expresso 2222"
20. "Toda Menina Baiana"
21. "São João, Xangô Menino"
22. "Nossa Gente (Avisa Lá)"
23. "Andar com Fé"
24. "Filhos de Gandhi"

- Na apresentação de estreia da turnê, em Amsterdã, Gilberto Gil e Caetano Veloso cantaram "Desde Que o Samba é Samba",[8] "O Leãozinho" e "Domingo no Parque",[9] como bis.

## Datas
| Data                   | Cidade            | País           | Local                                  |
| ---------------------- | ----------------- | -------------- | -------------------------------------- |
| Europa                 |                   |                |                                        |
| 25 de junho de 2015    | Amsterdã          | Holanda        | Concertgebouw                          |
| 29 de junho de 2015    | Bruxelas          | Bélgica        | Forest National                        |
| 1 de julho de 2015     | Londres           | Inglaterra     | Hammersmith Apollo                     |
| 3 de julho de 2015     | Vienne            | França         | Teatro Antigo de Orange                |
| 6 de julho de 2015     | Paris             | França         | Palais des congrès de Paris            |
| 8 de julho de 2015     | Copenhague        | Dinamarca      | Koncerthuset                           |
| 10 de julho de 2015    | Chieri            | Itália         | Piazza Dante                           |
| 11 de julho de 2015    | Milão             | Itália         | Villa Arconati a Castellazzo           |
| 13 de julho de 2015    | Barcelona         | Espanha        | Gran Teatre del Liceu                  |
| 15 de julho de 2015    | Montreux          | Suíça          | Auditorium Stravinski                  |
| 17 de julho de 2015    | Perúgia           | Itália         | Arena Santa Giuliana                   |
| 19 de julho de 2015    | Codroipo          | Itália         | Villa Manin                            |
| 21 de julho de 2015    | Madri             | Espanha        | Teatro Real                            |
| 23 de julho de 2015    | Monte Carlo       | Mônaco         | Salle des Étoiles                      |
| 24 de julho de 2015    | Marselha          | França         | Palais Longchamp                       |
| 26 de julho de 2015    | Cartagena         | Espanha        | Auditorio El Batel                     |
| 28 de julho de 2015    | Tel Aviv          | Israel         | Menora Mivtachim Arena                 |
| 31 de julho de 2015    | Oeiras            | Portugal       | Estádio Municipal de Oeiras            |
| 2 de agosto de 2015    | Marciac           | França         | Chapiteau                              |
| América do Sul         |                   |                |                                        |
| 20 de agosto de 2015   | São Paulo         | Brasil         | Citibank Hall                          |
| 21 de agosto de 2015   | São Paulo         | Brasil         | Citibank Hall                          |
| 22 de agosto de 2015   | São Paulo         | Brasil         | Citibank Hall                          |
| 23 de agosto de 2015   | São Paulo         | Brasil         | Citibank Hall                          |
| 26 de agosto de 2015   | Curitiba          | Brasil         | Ópera de Arame                         |
| 28 de agosto de 2015   | Porto Alegre      | Brasil         | Auditório Oi Araújo Vianna             |
| 4 de setembro de 2015  | Rosário           | Argentina      | City Center                            |
| 6 de setembro de 2015  | Córdova           | Argentina      | Orfeo Superdomo                        |
| 9 de setembro de 2015  | Buenos Aires      | Argentina      | Luna Park                              |
| 12 de setembro de 2015 | Montevidéu        | Uruguai        | Velódromo Municipal                    |
| 26 de setembro de 2015 | Belo Horizonte    | Brasil         | Chevrolet Hall                         |
| 27 de setembro de 2015 | Belo Horizonte    | Brasil         | Chevrolet Hall                         |
| 3 de outubro de 2015   | Brasília          | Brasil         | Centro de Convenções Ulysses Guimarães |
| 8 de outubro de 2015   | São Paulo         | Brasil         | Citibank Hall                          |
| 16 de outubro de 2015  | Rio de Janeiro    | Brasil         | Citibank Hall                          |
| 17 de outubro de 2015  | Rio de Janeiro    | Brasil         | Citibank Hall                          |
| 18 de outubro de 2015  | Rio de Janeiro    | Brasil         | Citibank Hall                          |
| 23 de outubro de 2015  | Rio de Janeiro    | Brasil         | Citibank Hall                          |
| 13 de Novembro de 2015 | Recife            | Brasil         | Classic Hall                           |
| 14 de novembro de 2015 | Fortaleza         | Brasil         | Centro De Eventos do Ceará             |
| 5 de abril de 2016     | Santiago          | Chile          | Movistar Arena                         |
| 7 de abril de 2016     | Magdalena del Mar | Peru           | Domos Art de la Costa Verde            |
| América do Norte       |                   |                |                                        |
| 10 de abril de 2016    | Los Angeles       | Estados Unidos | Microsoft Theater                      |
| 12 de abril de 2016    | Oakland           | Estados Unidos | Teatro Paramount                       |
| 16 de abril de 2016    | Miami             | Estados Unidos | Bayfront Park                          |
| 17 de abril de 2016    | Miami             | Estados Unidos | Faena Theater                          |
| 20 de abril. de 2016   | Nova Iorque       | Estados Unidos | BAM Howard Gilman Opera House          |
| 21 de abril de 2016    | Nova Iorque       | Estados Unidos | BAM Howard Gilman Opera House          |
| Europa                 |                   |                |                                        |
| 24 de abril de 2016    | Porto             | Portugal       | Coliseu do Porto                       |
| 25 de abril de 2016    | Porto             | Portugal       | Coliseu do Porto                       |
| 27 de abril de 2016    | Lisboa            | Portugal       | Coliseu dos Recreios                   |
| 28 de abril de 2016    | Lisboa            | Portugal       | Coliseu dos Recreios                   |
| 24 de abril de 2016    | Zurique           | Suíça          | Kongresshaus Zürich                    |
| 2 de maio de 2016      | Barcelona         | Espanha        | Palácio da Música Catalã               |
| 4 de maio de 2016      | Londres           | Inglaterra     | Barbican Centre                        |
| 6 de maio de 2016      | Roma              | Itália         | Auditorium Parco della Música          |
| América do Sul         |                   |                |                                        |
| 27 de agosto de 2016   | Rio de Janeiro    | Brasil         | Metropolitan                           |
| 16 de setembro de 2016 | São Paulo         | Brasil         | Citibank Hall                          |
| 17 de setembro de 2016 | São Paulo         | Brasil         | Citibank Hall                          |